# Metzenborn (Weimar)
Der Metzenborn ist der Flurname für eine Quelle des Lottenbachs im Verwerfungsgebiet der nordwestlichen Fortsetzung der Ilmtalstörung bei Weimar.
Er hieß 1634 Mütziggraben, 1652 Mitzgensgraben, 1737 Mützchensgraben, Metzenborn. Es stammt aus den Mittelhochdeutschen Mützig und bedeutet sumpfiger Ort.
Es ist die kräftigere der beiden Quellen des Lottenbachs, die die Wallendorfer Mühle Lottenmühle angetrieben hatte. Der Metzenborn liegt ⊙, etwa bei der Forellenanlage „An der Lotte“.